# Conrad Vogt-Svendsen
Conrad Vogt-Svendsen (* 6. März 1914 in Kristiania/Oslo; † 1. Dezember 1973) war ein norwegischer Seemannspastor, der im Zweiten Weltkrieg von Hamburg aus norwegische Häftlinge betreute, die meist wegen Widerstandshandlungen gegen die deutsche Besatzungsmacht von Wehrmachtsgerichten verurteilt worden waren.  Durch seine Angaben konnten 735 Gefangene in die Rettungsaktion der Weißen Busse einbezogen werden.

## Wirken in Hamburg
Conrad Vogt-Svendsen beendet 1933 seine Schulausbildung mit dem „Examen Artium“, das zum Studium berechtigte. Er nahm an der Universität Oslo das Studium der Theologie auf und schloss es 1940 mit einem Examen ab. Von 1942 bis 1945 war er als Hilfspastor gemeinsam mit Arne Berge an der norwegischen Seemannskirche in Hamburg tätig und betreute von dort aus norwegische Justizgefangene in deutschen Strafvollzugsanstalten.
Im Oktober 1942 hatte die Anzahl der in der Strafanstalt Fuhlsbüttel inhaftierten norwegischen Häftlinge mit 469 einen Höchststand erreicht. Nach langwierigem Bemühen gestattete die Leitung der Haftanstalten nun, dass die in Hamburg amtierenden norwegischen Seemannspastoren „als Vertreter der Angehörigen“ die Häftlinge besuchen durften. Wie bei allen anderen Häftlingen wurden diese Besuche durch Aufsichtspersonal überwacht. Es sollte Gespräche über den Kriegsverlauf, aber auch seelsorgerische Betätigungen unterbinden. Als sprachkundige Briefzensorin und ab Mai 1943 als einzige Bewacherin der Besucher von norwegischen Häftlingen war Hiltgunt Zassenhaus eingesetzt. Diese jedoch kooperierte mit den Seemannspastoren, duldete den Austausch von Nachrichten sowie seelsorgerische Handlungen und half ihnen aktiv beim Einschmuggeln von Schreibmaterial, Medikamenten, Tabak und Lebensmitteln.
Nach den schweren Bombenangriffen auf Hamburg wurden viele norwegische Häftlinge verlegt, so etwa in die Justizvollzugsanstalt Glasmoor, in die Justizvollzugsanstalt Bützow, nach Rendsburg und Neumünster, zur Arbeit in den Außenkommandos Büchen und Schülp bei Nortorf, ab 1944 auch nach Cottbus und Bautzen. Weibliche Zivilgefangene waren in der Justizvollzugsanstalt Lübeck („Lauerhof“) oder in Kiel inhaftiert. Vogt-Svendsen forschte nach, in welche Stätten seine Schützlinge verlegt worden waren, und unternahm unter schwierigen Umständen weite Reisen, um sie weiter betreuen zu können. Gegen Kriegsende gab er seine Informationen über norwegische und dänische Justizgefangene in deutschen Lagern und Strafvollzugsanstalten an das Schwedische Rote Kreuz weiter. Durch diese Angaben konnten 735 Gefangene in die Rettungsaktion einbezogen werden.
Die „einzigartige, systematische, eine ganze Häftlingsgruppe umfassende  Hilfs- und Widerstandstätigkeit“ fand breite Anerkennung. Conrad Vogt-Svendsen wurde mit dem Sankt-Olav-Orden ausgezeichnet.

## Nach dem Krieg
Von 1945 bis 1947 war Conrad Vogt-Svendsen als Seemannspastor in Mobile (Alabama) tätig, daraufhin bis 1951 in gleicher Position in Genua. Danach übernahm er die Leitung einer Heimstätte für Gehörlose  in Nordstrand (Oslo); 1968 wurde er zur geistlichen Betreuung aller Gehörlosen in Norwegen berufen. Er förderte die Entwicklung einer Zeichensprache für Gehörlose und war in zahlreichen nationalen und internationalen Organisationen engagiert.